# Teiu (okręg Vâlcea)
Teiu – wieś w Rumunii, w okręgu Vâlcea, w gminie Galicea. W 2011 roku liczyła 206 mieszkańców.